# 傑里·卡爾
小杰里·李·卡尔（1958年6月17日-）是美国共和党籍政治家，商人，自2021年起担任代表阿拉巴馬州第一國會選區的美国众议院议员。